# 陸九齡
陸九齡（1132年—1180年），字子壽，號復齋，宋代撫州金溪縣（今江西省金溪縣）人，心學學者，亦為陸九淵的五兄。諡文達。

## 生平
九齡生於紹興二年（1132年），幼聰慧，好讀孔孟之書、《程氏遺書》。出身儒學世家，祖上為吳郡陸氏，父陸賀是個知名的儒學學者，八世祖陸希聲曾為唐昭宗宰相。
乾道五年（1169年）進士，授迪功郎、湖南桂陽軍教授，不就，改授興國軍教授，任職不足一年。
九齡於書無所不讀，即佛經、禪宗、老莊之學，亦多有涉獵，若有一善，也不放過，與弟陸九淵講學於鵝湖，稱鵝湖學派。
乾道九年（1173年），陸九齡兩訪呂祖謙，呂祖謙寫信給朱熹：“撫州人士陸九齡子壽篤實孝友，兄弟皆有立，舊所學稍偏，近過此相聚累日，亦甚有問道四方之意。”陸九齡曾二見朱熹、三晤呂祖謙，在拜訪朱熹時寫有一名句「舊學商量加邃密，新知培養轉深沉。」。
淳熙二年（1175年）應呂祖謙之邀，與弟陸九淵、朱熹，三人辯論於江西鵝湖山，鄰近數州官吏、學者數百人與聞，史稱鵝湖之會。
淳熙七年（1180年）調全州州學教授，未就而卒。朱熹贊其“德義風流夙所欽”。陸九淵撰有《全州教授陸先生行狀》。
寶慶二年（1226年）詔諡文達。學者稱復齋先生。

## 延伸阅读
[在维基数据编辑]
 《宋史/卷434》，出自脱脱《宋史》